# Harzklinikum Dorothea Christiane Erxleben

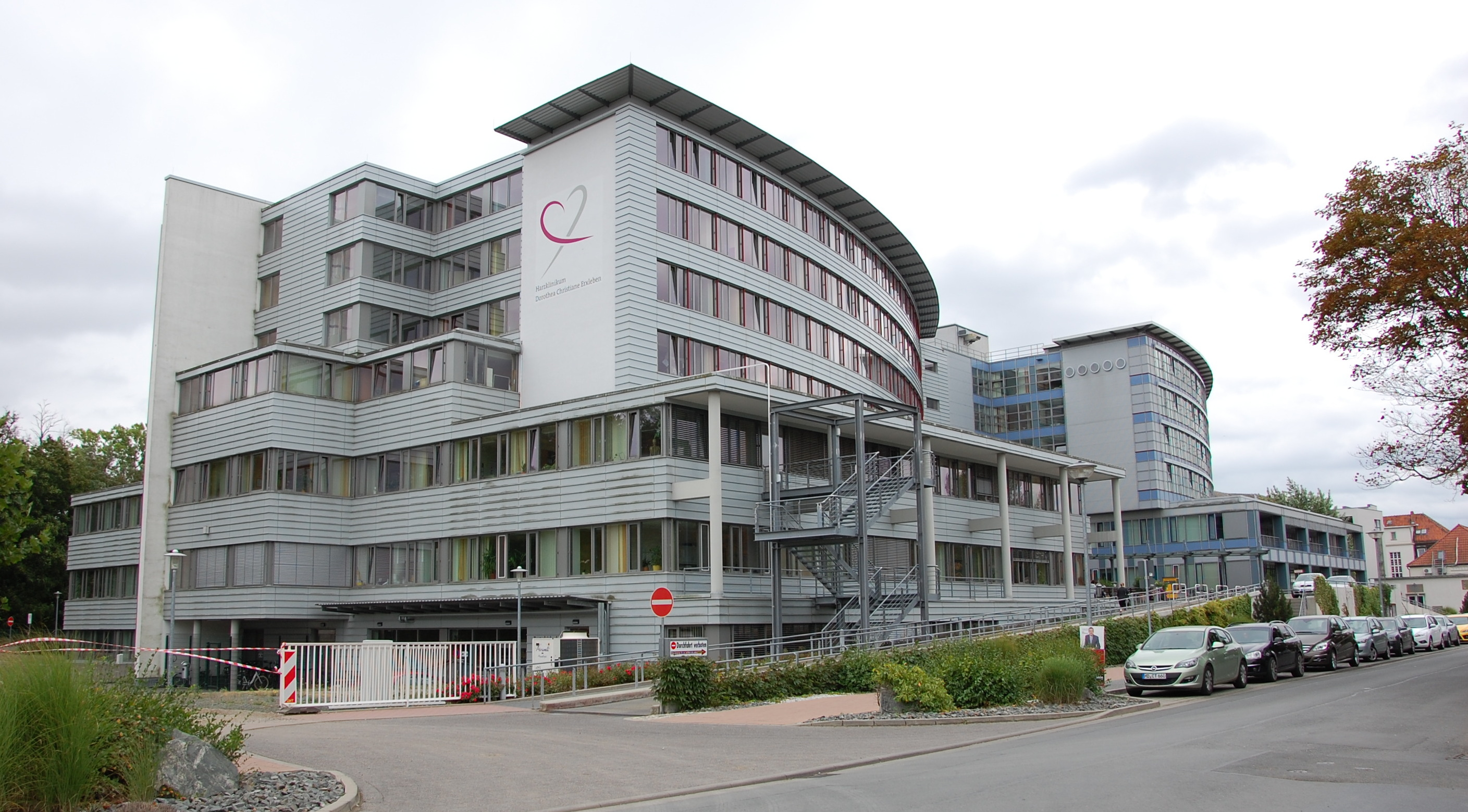
Harzklinikum Dorothea Christiane Erxleben in Quedlinburg

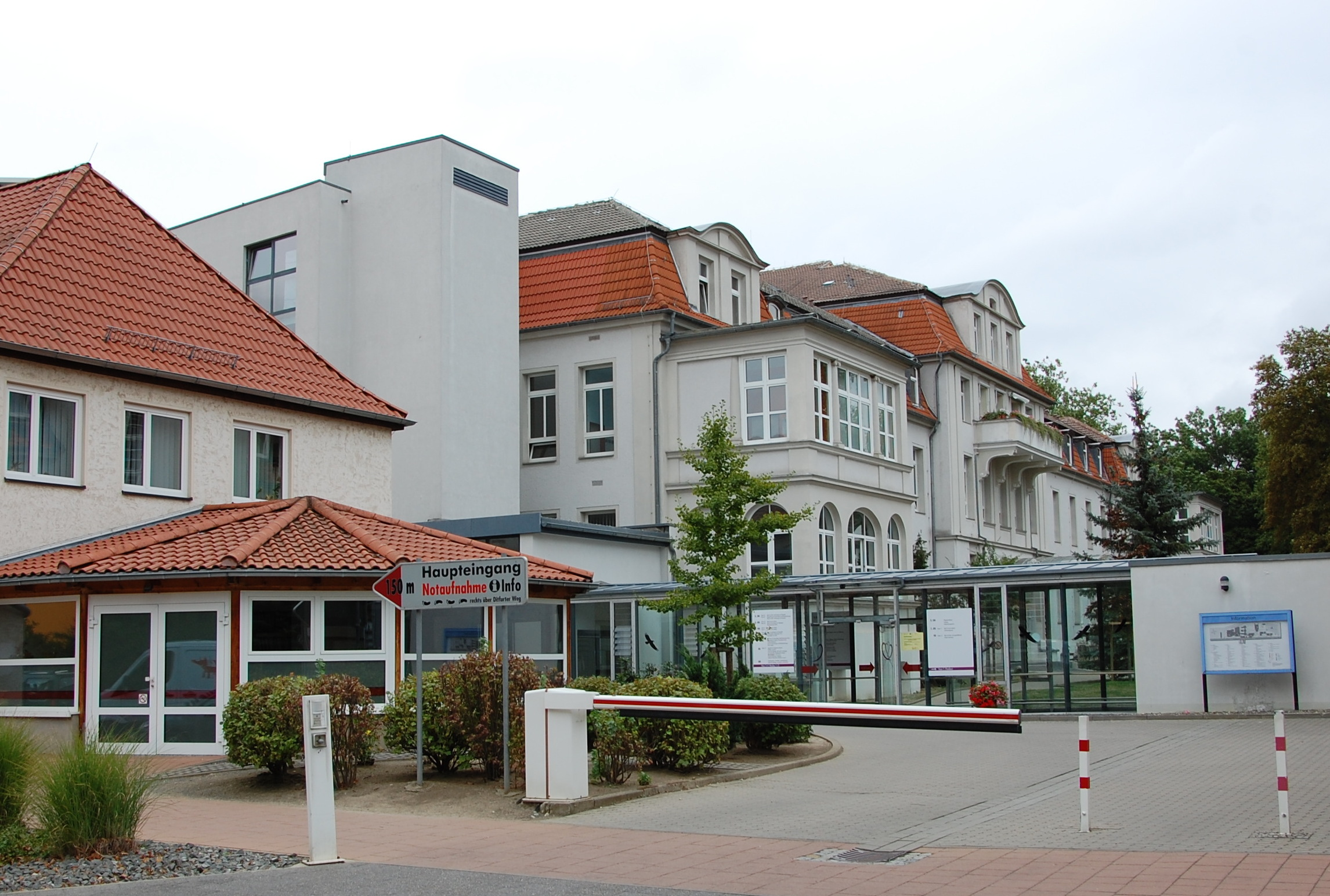
Blick auf das Hauptgebäude vom Ditfurter Weg aus

Das Harzklinikum Dorothea Christiane Erxleben ist ein Krankenhaus der Schwerpunktversorgung in Quedlinburg in Sachsen-Anhalt.

## Lage
Das Krankenhaus befindet sich östlich der historischen Quedlinburger Neustadt an der Adresse Ditfurter Weg 24.

## Ausstattung
Bei der Klinik handelt es sich um ein Akutkrankenhaus mit überregionalem Versorgungsauftrag. Benannt ist es nach der ersten deutschen Ärztin Dorothea Christiane Erxleben. Das Harzklinikum ist Mitglied im Deutschen Netzwerk Gesundheitsfördernder Krankenhäuser (DNGfK) der WHO und akademisches Lehrkrankenhaus der Otto-von-Guericke-Universität Magdeburg. Es werden Ärzte in unterschiedlichen Fachrichtungen bis zur Facharztreife ausgebildet.
Jährlich werden von 750 Beschäftigten 18.000 Patienten stationär und etwa 20.000 Patienten ambulant behandelt. Der Jahresumsatz beträgt etwa 65.000.000 €. Die Klinik verfügt über zehn Fachabteilungen, ein Rehabilitationsheim und zwei Tageskliniken. Zur Gesellschaft gehören nach einer Fusion auch die Einrichtungen der ehemaligen Harz-Klinikum Wernigerode-Blankenburg GmbH. Gemeinsam gibt es etwa 2000 Mitarbeiter und 1000 Betten.
Zur Klinik gehört auch die PROKLIN Medical Care GmbH die ein medizinisches Versorgungszentrum mit Radiologie, Urologie und Chirurgie sowie ein Pflegezentrum mit Kurzzeitpflege, Häuslicher Krankenpflege, Betreutem Wohnen und Tagespflege betreibt.
Ein Tagungs- und Konferenzzentrum mit Küche und Gebäude-Service wird von der PROKLIN Service GmbH geführt.
Die Klinik ist größter Ausbildungsbetrieb und Arbeitgeber des Landkreises Harz.

## Geschichte
Der Krankenhauskomplex am Ditfurter Weg entstand im Jahr 1905 nach Plänen des Quedlinburger Stadtbaurates Paul Laumer. Am 5. Oktober 2007 wurde das hundertjährige Bestehen gefeiert.
Am 19. Juni 2012 erfolgte eine Fusion mit der Harz-Klinikum Wernigerode-Blankenburg GmbH.

## Bauwerke
Die ältere Bausubstanz des Klinikums steht unter Denkmalschutz und ist im Quedlinburger Denkmalverzeichnis eingetragen. Das Hauptgebäude erinnert an ein breitgelagertes Renaissanceschloss. Die Gestaltung der Fassade ist eher schlicht und erinnert an den Barockklassizismus norddeutsch-niederländischer Prägung. Zu den denkmalgeschützten Gebäuden gehören auch weitere Funktions- und Wirtschaftsbauten wie das Leichenhaus, das Infektionshaus und die Kapelle.
Das Gelände ist in Teilen als Park im Stil eines englischen Landschaftsparks gestaltet.
Markant für das Klinikum sind später entstandene Gebäude in moderner Architektursprache.